# Codringtonia codringtonii
Codringtonia codringtonii е вид коремоного от семейство Helicidae. Видът е застрашен от изчезване.

## Разпространение
Разпространен е в Гърция.